# М'ялиця Анатолій Костянтинович
Анатолій Костянтинович М'я́лиця (23 жовтня 1940, станція Борзя, Борзинський район, Читинська область, тепер Російська Федерація — 5 квітня 2021, місто Харків) — доктор технічних наук (2004); Харківське державне авіаційно-виробниче підприємство, генеральний директор; Державний авіабудівний концерн «Авіація України», член правління (з вересня 2007). Член ЦК КПРС у 1990—1991 роках. Член ЦК КПУ (1990—1991).

## Життєпис
Закінчив Харківський авіаційний інститут (1966), інженер-механік; кандидатська дисертація «Технологічна підготовка авіаційного виробництва при залежному утворенні розмірів деталей з використанням інженерних комп'ютерних засобів» (Національний аерокосмічний університет ім. Жуковського, 2001); докторська дисертація «Технологічна підготовка літакобудівного виробництва в умовах дискретно-нестабільних програм випуску виробів» (ВАТ «Український НДІ авіаційної технології».
- З 1957 року — слюсар, авіаційний механік 210-го авіаційного ремонтного заводу Азербайджанської РСР.
- 1960—1966 — студент Харківського авіаційного інституту.
- З 1966 — інженер льотно-випробувальної станції в/ч 34538.
- З 1967 — слюсар, технолог, майстер, заступник начальника цеху, начальник цеху, заступник головного інженера, заступник генерального директора з виробництва, з 1985 — генеральний директор Харківського авіаційного виробничого об'єднання імені Ленінського комсомолу.
- Січень 1990 — серпень 1991 — 1-й секретар Харківського обласного комітету КПУ.
- 1991—1996 — заступник генерального директора з зовнішньоекономічних зв'язків, 1996–2002 — генеральний директор Харківського державного авіаційного виробничого підприємства.
- 10 червня 2002 — 11 січня 2004 — Міністр промислової політики України в уряді Віктора Януковича[3][4].
- Травень 2004 — лютий 2005 — радник Прем'єр-міністра України[5][6].
- Листопад 2005 — червень 2007 — генеральний директор — голова правління Державної літакобудівної корпорації "Національне об'єднання «Антонов»[7][8].
- З квітня 2008 — генеральний директор Харківського авіаційного заводу.

Член КПРС (з 1962).
1999 — довірена особа кандидата у Президенти України Леоніда Кучми у територіальному виборчому окрузі.

## Нагороди
- Лауреат Державної премії СРСР (1983).
- Заслужений машинобудівник України (вересень 1997)[10].
- Герой України (з врученням ордена Держави, 30 грудня 1999)[11].